# INURA
INURA (International Network for Urban Research and Action) ist eine Nichtregierungsorganisation, die 1991 auf Initiative von Richard Wolff gegründet wurde und ihren Hauptsitz in Zürich hat. Sie beschäftigt sich mit den aktuellen Problemen der Urbanisierung und Globalisierung, die sich für den Menschen ergeben.
Es gibt Büros in 16 Ländern. Einige Mitglieder nehmen regelmäßig an internationalen Konferenzen zu Stadtentwicklungs- oder Globalisierungsfragen teil, wie z. B. am World Social Forum (Weltsozialforum), welches im März 2005 in Porto Alegre in Brasilien stattfand.